# قدارة (فلم)
قدارة فيلم دراما مصري للمخرج عادل الأعصر عام 1994 عن قصة وسيناريو وحوار الدكتور رفيق الصبان. الفيلم من بطولة فيفي عبده، ويوسف شعبان، وهشام عبد الحميد، ونهلة سلامة ويروي قصة قدارة بعد خداع رجل لها في الماضي وسرقته ابنها منها، تقرر أن تعمل في تجارة الأبناء بأن تستعين بمجموعة من النساء ممن يحملن سفاحًا، وبيع أطفالهن مقابل مبالغ طائلة.
صدر الفيلم إلى دور العرض في 13 مارس 1994.
منح موقع قاعدة بيانات السينما العربية «السينما.كوم» الفيلم درجة 5/ 10.

## طاقم التمثيل
فيفي عبده: في دور قدارة
يوسف شعبان: في دور المقدم محمد إبراهيم
هشام عبد الحميد: في دور كريم
نهلة سلامة: في دور كريمة
حنان شوقي: في دور منى
سعيد عبد الغني: في دور الدكتور وليد (طبيب النساء والتوليد)
ميمي جمال: في دور سمرة
رجاء الجداوي: في دور أم أمل
سلوى عثمان: في دور زينات
بالاشتراك مع: علاء ولي الدين – محمد طوبار – محمد ناجي – منيرفا – جليلة محمود – لمياء الأمير – أشرف عمر – عبد الله حفني – سيد مصطفى – أحمد حسين – غريب محمود – عصام شمس – سعيد الصالح – ليلى الإسكندرانية – أحمد إبراهيم – حنان عثمان – صلاح عبد الحميد – زينب أحمد علي – زينب محمود – حلى محمد.

## ملخص أحداث الفيلم
تنتمى قدارة (فيفي عبده) لقاع المجتمع المصرى، تبيعها أمها لأحد الأثرياء العرب مقابل خمسة آلاف جنيه ويتزوجها عرفياً، وعندما تضع مولودها وتطمع أن يتزوجها رسميًا، تستيقظ من نومها لتجد أن الثرى سرق الابن ووضع مكانه مظروف فيه بعض الأموال، كما سرق العقد العرفى أيضا مما يصيب قدارة بعقدة نفسية تتحول على أثرها إلى تنظيم عصابة من نوع غريب لاصطياد الفتيات الصغيرات الفقيرات، وإطلاق شاب وسيم عليهن ليحملن سفاحاً ثم تنتزع الطفل بمجرد ولادته لبيعه للنساء من الأثرياء المحرومين من الإنجاب في خطتها بمعمل تفريغ الأطفال للانتقام المزدوج من النساء والرجال معاً وتحقيق أموالاً طائلة في نفس الوقت، وتصدير بعض انتاجها للخارج بالعملة الصعبة! يقوم الدكتور وليد (سعيد عبد الغني) طبيب النساء والولادة المنحرف بمعاونة قدارة على توليد الساقطات، وتحويل تجارتها من القطاعى للجملة والتصدير للخارج بمساعدة شخصية هامة، يستعرض الفيلم نماذج من نساء قدارة ومهمة سمرة (ميمي جمال)، وزينات (سلوى عثمان) التي ترتبك عند اختفاء زميلة ماتت أثناء الولادة وقام د. وليد بالتخلص منها في صحراء المقطم، تستخدم قدارة الشاب الوسيم كريم (هشام عبد الحميد) لإنجاب أطفال أكثر وسامة من فتياتها الغريرات، لكنه يقع في حب كريمة (نهلة سلامة) الفقيرة الضائعة لتغار قدارة وتطمع في الاستحواذ عليه .. فيهرب مع فتاته وتقبض الشرطة على قدارة، ويموت د. وليد بعد أن يكتشف أمره بتحريض من الشخصية الهامة التي كانت تسانده.

## روابط خارجية
- مقالات تستعمل روابط فنية بلا صلة مع ويكي بيانات